# Theta2 Microscopii
Theta2 Microscopii (θ2  Microscopii, förkortat Theta2 Mic, θ2  Mic) som är stjärnans Bayerbeteckning, är en dubbelstjärna belägen i den sydöstra delen av stjärnbilden Mikroskopet. Den har en kombinerad skenbar magnitud på 5,76 och är svagt synlig för blotta ögat där ljusföroreningar ej förekommer. Baserat på parallaxmätning inom Hipparcosuppdraget på ca 8,4 mas, beräknas den befinna sig på ett avstånd på ca 390 ljusår (ca 120 parsek) från solen.

## Egenskaper
Theta1 Microscopii är en blå till vit jättestjärna av spektralklass A0 III. Den har en radie som är ca 2,6 gånger större än solens och utsänder från dess fotosfär ca 78 gånger mera energi än solen vid en effektiv temperatur på ca 10 400 K.
Huvudstjärnan är rapporterad som en astrometrisk dubbelstjärna med komponenterna Theta2 Microscopii A av magnitud 6,24 och Theta2 Microscopii B av magnitud 6,88, som kretsar kring varandra med excentricitet på 0,201 och en omloppsperiod på 464,66 år. En mer avlägsen följeslagare, Theta2 Microscopii C av magnitud 10,3 är separerad med ca 78,4 bågsekunder.